# Olympia Cavi
Gli Olympia Cavi sono una formazione geologica della superficie di Marte.